# 50e Primetime Emmy Awards
De 50e Primetime Emmy Awards, waarbij prijzen werden uitgereikt in verschillende categorieën voor de beste Amerikaanse televisieprogramma's die in primetime werden uitgezonden tijdens het televisieseizoen 1997-1998, vond plaats op 13 september 1998 in het Shrine Auditorium in Los Angeles, Californië.

## Winnaars en nominaties - televisieprogramma's
(De winnaars staan bovenaan in vet lettertype.)

#### Dramaserie
(Outstanding Drama Series)
- The Practice
  - ER
  - Law & Order
  - NYPD Blue
  - The X-Files

#### Komische serie
(Outstanding Comedy Series)
- Frasier
  - 3rd Rock from the Sun
  - Ally McBeal
  - The Larry Sanders Show
  - Seinfeld

#### Miniserie
(Outstanding Mini Series)
- From the Earth to the Moon
  - George Wallace
  - Tales of the City
  - Merlin
  - Moby Dick

#### Televisiefilm
(Outstanding Made for Television Movie)
- Don King: Only in America
  - 12 Angry Men
  - A Bright Shining Lie
  - Gia
  - What the Deaf Man Heard

#### Varieté-, Muziek- of komische show
(Outstanding Variety, Music or Comedy Series)
- Late show with David Letterman
  - Dennis Miller Live
  - Politically Incorrect
  - The Tonight Show with Jay Leno
  - Tracey Takes On...

## Winnaars en nominaties - acteurs

### Hoofdrollen

#### Mannelijke hoofdrol in een dramaserie
(Outstanding Lead Actor in a Drama Series)
- Andre Braugher als Frank Pembleton in Homicide: Life on the Street
  - David Duchovny als Fox Mulder in The X-Files
  - Anthony Edwards als Mark Greene in ER
  - Dennis Franz als Andy Sipowicz in NYPD Blue
  - Jimmy Smits als Bobby Simone in NYPD Blue

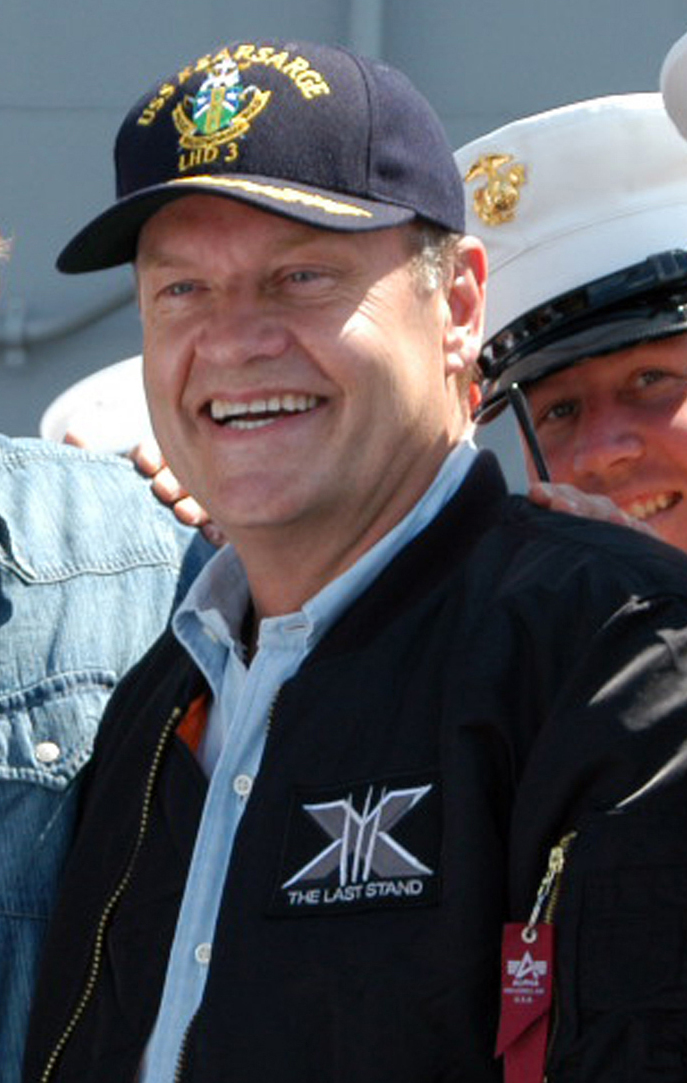
Kelsey Grammer (Frasier), winnaar mannelijke hoofdrol in een komische serie

#### Mannelijke hoofdrol in een komische serie
(Outstanding Lead Actor in a Comedy Series)
- Kelsey Grammer als Frasier Crane in Frasier
  - Michael J. Fox als Mike Flaherty in Spin City
  - John Lithgow als Dick Solomon in 3rd Rock from the Sun
  - Paul Reiser als Paul Buchman in Mad About You
  - Garry Shandling als Larry Sanders in The Larry Sanders Show

#### Mannelijke hoofdrol in een miniserie of televisiefilm
(Outstanding Lead Actor in a Miniseries or Movie)
- Gary Sinise als George C. Wallace in George Wallace
  - Jack Lemmon als Juror #8 in 12 Angry Men
  - Sam Neill als Merlin in Merlin
  - Ving Rhames als Don King in Don King: Only in America
  - Patrick Stewart als Captain Ahab in Moby Dick

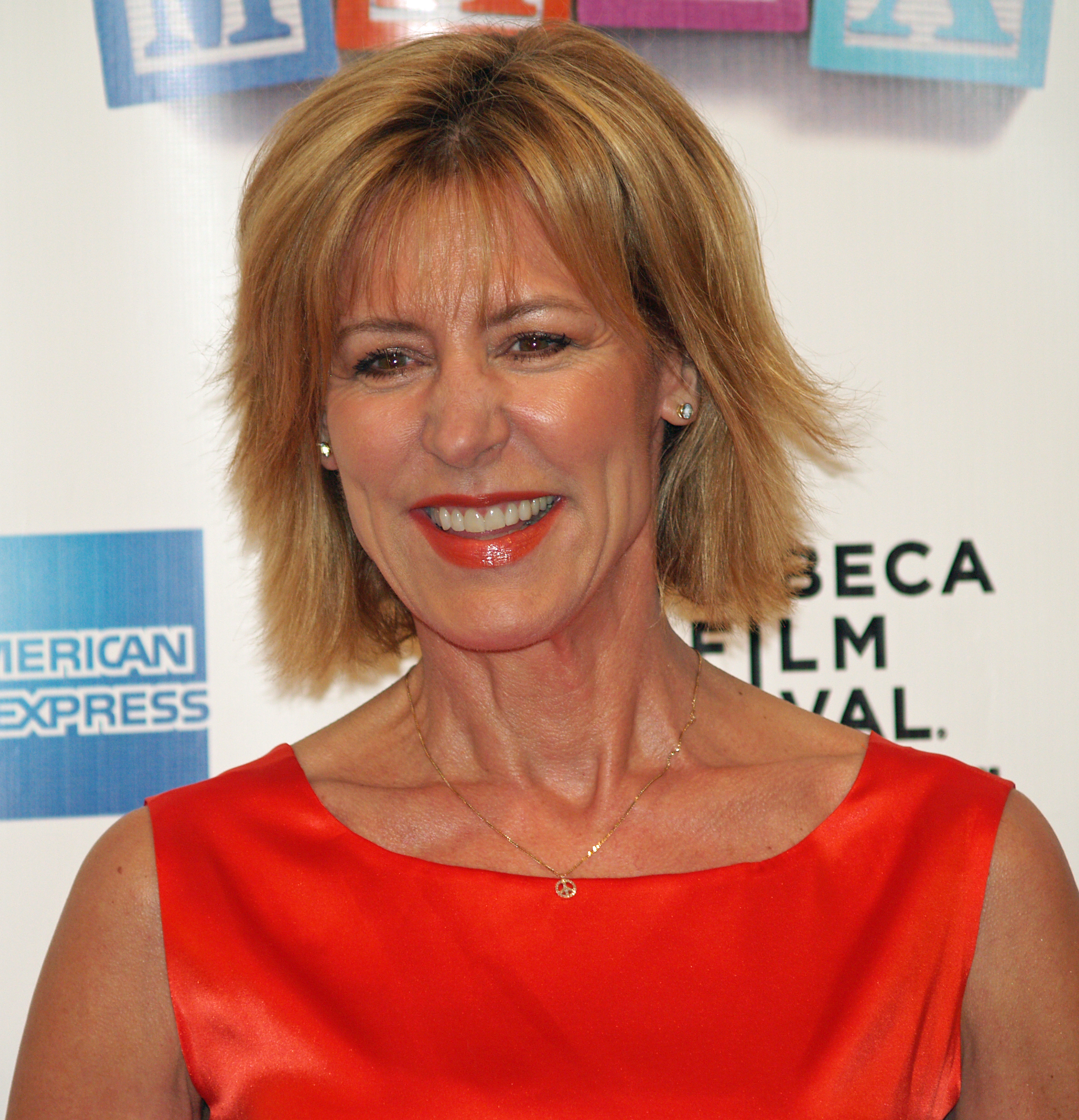
Christine Lahti (Chicago Hope), winnaar vrouwelijke hoofdrol in een dramaserie

#### Vrouwelijke hoofdrol in een dramaserie
(Outstanding Lead Actress in a Drama Series)
- Christine Lahti als Dr. Kathryn Austin in Chicago Hope
  - Gillian Anderson als Dana Scully in The X-Files
  - Roma Downey als Monica in Touched by an Angel
  - Julianna Margulies als Carol Hathaway in ER
  - Jane Seymour als Dr. Michaela Quinn in Dr. Quinn, Medicine Woman

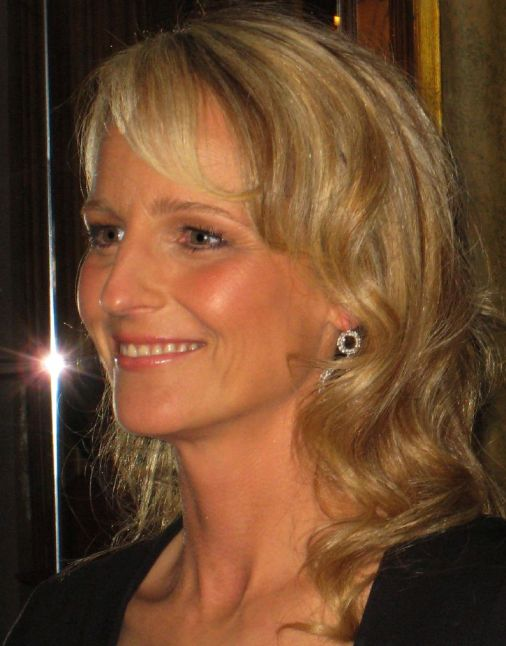
Helen Hunt (Mad About You), winnaar vrouwelijke hoofdrol in een komische serie

#### Vrouwelijke hoofdrol in een komische serie
(Outstanding Lead Actress in a Comedy Series)
- Helen Hunt als Jamie Buchman in Mad About You
  - Kirstie Alley als Veronica Chase in Veronica's Closet
  - Ellen DeGeneres als Ellen Morgan in Ellen
  - Jenna Elfman als Dharma Montgomery in Dharma & Greg
  - Calista Flockhart als Ally McBeal in Ally McBeal
  - Patricia Richardson als Jill Taylor in Home Improvement

#### Vrouwelijke hoofdrol in een miniserie of televisiefilm
(Outstanding Lead Actress in a Miniseries or a Movie)
- Ellen Barkin als Glory Marie Jackson in Before Women Had Wings
  - Jamie Lee Curtis als Maggie Green in Nicholas' Gift
  - Judy Davis als Gladwyn Ritchie in The Echo of Thunder
  - Olympia Dukakis als Mrs. Anna Madrigal in Tales of the City
  - Angelina Jolie als Gia Carangi in Gia
  - Sigourney Weaver als Lady Claudia Hoffman in Snow White: A Tale of Terror

### Bijrollen

#### Mannelijke bijrol in een dramaserie
(Outstanding Supporting Actor in a Drama Series)
- Gordon Clapp als Greg Medavoy in NYPD Blue
  - Héctor Elizondo als Phillip Watters in Chicago Hope
  - Steven Hill als Adam Schiff in Law & Order
  - Eriq La Salle als Peter Benton in ER
  - Noah Wyle als John Carter in ER

#### Mannelijke bijrol in een komische serie
(Outstanding Supporting Actor in a Comedy Series)
- David Hyde Pierce als Niles Crane in Frasier
  - Jason Alexander als George Costanza in Seinfeld
  - Phil Hartman als Bill McNeal in NewsRadio
  - Jeffrey Tambor als Hank Kingsley in The Larry Sanders Show
  - Rip Torn als Arthur in The Larry Sanders Show

#### Mannelijke bijrol in een miniserie of televisiefilm
(Outstanding Supporting Actor in a Miniseries or Movie)
- George C. Scott als Juror #3 in 12 Angry Men
  - Hume Cronyn als Juror #9 in 12 Angry Men
  - Gregory Peck als Father Mapple in Moby Dick
  - Martin Short als Frik in Merlin
  - J.T. Walsh als Ray Percy in Hope

#### Vrouwelijke bijrol in een dramaserie
(Outstanding Supporting Actress in a Drama Series)
- Camryn Manheim als Ellenor Frutt in The Practice
  - Kim Delaney als Diane Russell in NYPD Blue
  - Laura Innes als Kerry Weaver in ER
  - Della Reese als Tess in Touched by an Angel
  - Gloria Reuben als Jeanie Boulet in ER

#### Vrouwelijke bijrol in een komische serie
(Outstanding Supporting Actress in a Comedy Series)
- Lisa Kudrow als Phoebe Buffay in Friends
  - Christine Baranski als Maryann Thorpe in Cybill
  - Julia Louis-Dreyfus als Elaine Benes in Seinfeld
  - Kristen Johnston als Sally Solomon in 3rd Rock from the Sun
  - Jane Leeves als Daphne Moon in Frasier

#### Vrouwelijke bijrol in een miniserie of televisiefilm
(Outstanding Supporting Actress in a Miniseries or Movie)
- Mare Winningham als Lurleen Wallace in George Wallace
  - Helena Bonham Carter als Morgan Le Fey in Merlin
  - Julie Harris als Leonora Nelson in Ellen Foster
  - Judith Ivey als Lucille in What the Deaf Man Heard
  - Angelina Jolie als Cornelia Wallace in George Wallace

### Gastrollen

#### Mannelijke gastrol in een dramaserie
(Outstanding Guest Actor in a Drama Series)
- John Larroquette als Joey Heric in The Practice
  - Bruce Davison als Jake in Touched by an Angel
  - Vincent D'Onofrio als John Lange in Homicide: Life on the Street
  - Charles Durning als Thomas Finnegan in Homicide: Life on the Street
  - Charles Nelson Reilly als Jose Chung in Millennium

#### Mannelijke gastrol in een komische serie
(Outstanding Guest Actor in a Comedy Series)
- Mel Brooks als Uncle Phil in Mad About You
  - Hank Azaria als Nat in Mad About You
  - Lloyd Bridges als Izzy Mandelbaum in Seinfeld
  - John Cleese als Dr. Neesam in 3rd Rock from the Sun
  - Nathan Lane als Professor Twilley in Mad About You

#### Vrouwelijke gastrol in een dramaserie
(Outstanding Guest Actress in a Drama Series)
- Cloris Leachman als Aunt Mooster in Promised Land
  - Veronica Cartwright als Cassandra Spender in The X-Files
  - Swoosie Kurtz als Tina-Marie Chambliss in ER
  - Lili Taylor als Marty Glenn in The X-Files
  - Alfre Woodard als Roxanne Turner in Homicide: Life on the Street

#### Vrouwelijke gastrol in een komische serie
(Outstanding Guest Actress in a Comedy Series)
- Emma Thompson als Emma Thompson in Ellen
  - Carol Burnett als Theresa Stemple in Mad About You
  - Jan Hooks als Vicki Dubcek in 3rd Rock from the Sun
  - Patti LuPone als Zora in Frasier
  - Bette Midler als Caprice Feldman in Murphy Brown